# Wallenthal

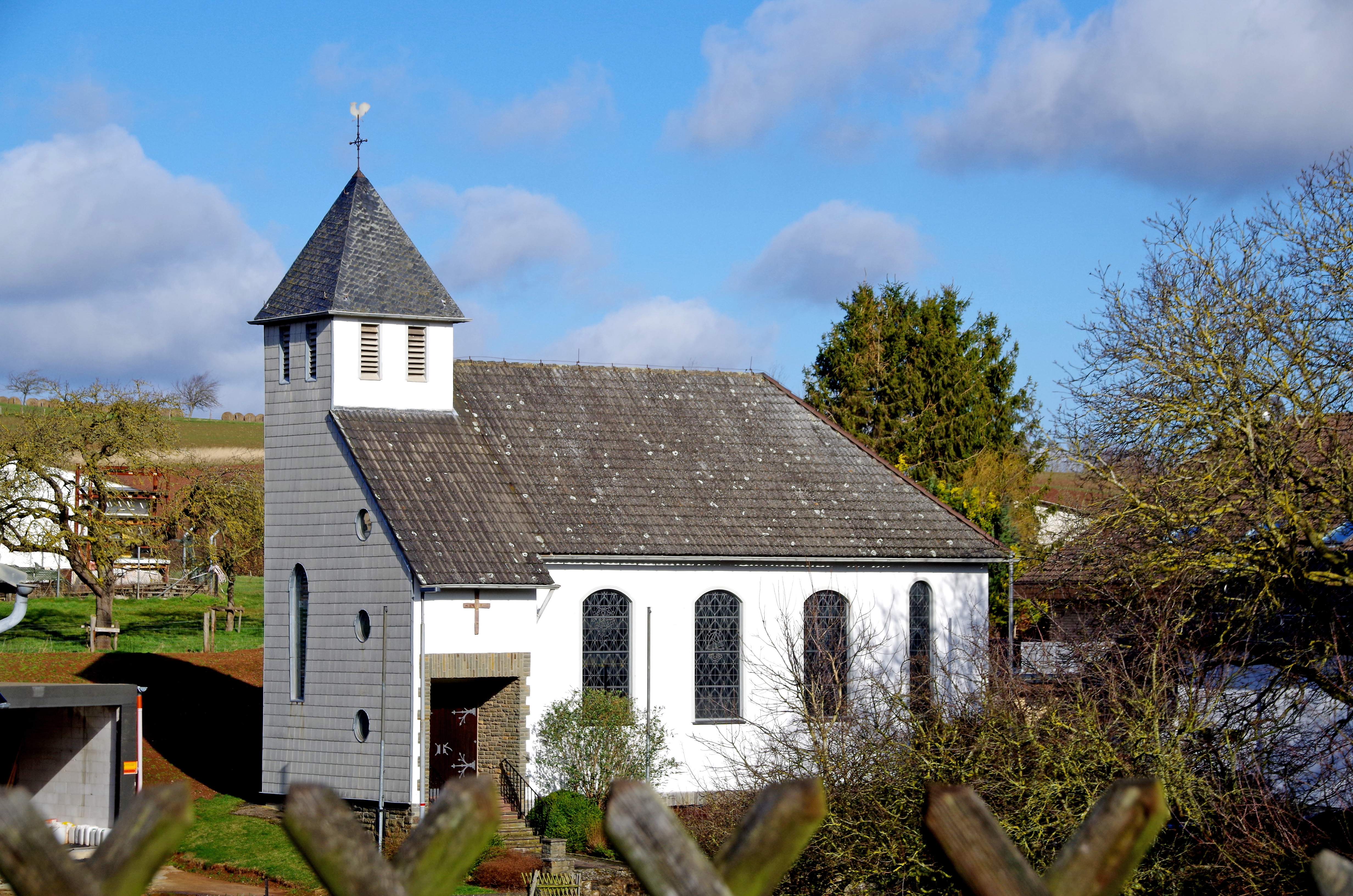
Kapelle der hl. Katharina

Wallenthal ist ein Ortsteil der Gemeinde Kall im Kreis Euskirchen, Nordrhein-Westfalen. Bis 1971 gehörte der Ort zum Kreis Schleiden.
Der Ort liegt zwischen Voißel, Stadtteil von Mechernich, und Scheven. Am Ortsrand verlaufen die Kreisstraße 27 und die Bundesstraße 266, die von Mechernich nach Gemünd führt. Durch den Ort führt der Radfernweg Eifel-Höhen-Route, der als Rundkurs um und durch den Nationalpark Eifel verläuft.
Die Kapelle in Wallenthal trägt das Patrozinium der heiligen Katharina. Im Ort gibt es eine Dorfgemeinschaftshalle, die von der Dorfgemeinschaft betreut wird.
Am 1. Juli 1969 wurde Wallenthal nach Kall eingemeindet.
Die VRS-Buslinie 805 der RVK, die als TaxiBusPlus nach Bedarf verkehrt, stellt den Personennahverkehr mit den angrenzenden Orten und Kall sicher. Zusätzlich verkehren an Schultagen einzelne Fahrten der Linien 808, 897 und 898.
| Linie | Betreiber        | Verlauf |
| ----- | ---------------- | --- |
| 805   | RVK              | MiKE / AST-Verkehr: Kall Bf – Kall Heistert – Wallenthalerhöhe – Wallenthal – Scheven – Dottel |
| 808   | RVK              | Euskirchen Bf – Euenheim – Wißkirchen – Obergartzem – Firmenich – Schaven – Kommern – (Kommern-Süd –) Mechernich Stiftsweg – Mechernich Bf (– Roggendorf – Denrath – Kalenberg – Wallenthal – Wallenthalerhöhe – Kall Bf) |
| 897   | Kreis EU/Schäfer | MiKE (außer im Schülerverkehr): (Roggendorf – Denrath – Wallenthal –) Voißel – Wielspütz – Bergbuir – Bleibuir – Bescheid – Lückerath – Schützendorf – (Denrath –) Strempt – Mechernich Bf – Mechernich Stiftsweg         |
| 898   | Schäfer          | Wallenthal ← Scheven ← Kalenberg – (Scheven → Wallenthal →) / (→ Strempt → Lückerath) – Denrath – Roggendorf – Mechernich Bf → Mechernich Feytal                                                                          |

## Wappen
| Wappen der früheren Gemeinde Wallenthal | Blasonierung: „In Gold (Gelb) eine gestürzte, eingebogene schwarze Spitze, darin schwebend ein goldenes (gelbes) Antoniuskreuz.“ |
| Wappen der früheren Gemeinde Wallenthal | Wappenbegründung: Das Wappen wurde 1956 vom nordrhein-westfälischen Innenminister verliehen. Die eingebogene Spitze versinnbildlicht ein Tal und verweist redend auf den zweiten Teil des Ortsnamens „-t(h)al“. Das Antoniuskreuz ist das Attribut des hl. Antonius, der besonders von den Bauern verehrt wird; zudem ist er Pfarrpatron der Pfarrei Dottel, zu der Wallenthal gehört. |